# Symposion (spolek)
Symposion - FP z.s. byl založený původně roku 1992 jak Nadace Symposion, později přeregistrovaná jako Občanské sdružení Symposion - sdružení pro kulturu. Roku 2015 bylo sdružení transformováno na spolek s oficiálním názvem Symposion-FP, zapsaný spolek. Předmětem činnosti spolku je podpora kulturních projektů doma i v zahraničí. Zkratka FP odkazuje na projekt Fragmenty paměti.

## Historie
Samotnému založení občanského sdružení Symposion předcházely projekty neoficiální kultury, které předznamenaly jeho tematické zaměření - reflexe Orwellova románu 1984 ve Veletržním paláci (1984), Člověk Job, Dům č. 50 (1988), Valdice (1990), Dialog 90 - Praha Paris (Mánes, 1990), Rekonstrukce jednoho případu (Terezín, 1991). Tyto aktivity byly financovány ze soukromých prostředků umělců a podíleli se na nich neplacení dobrovolníci. Po roce 1989 se situace změnila zavedením grantového systému a také díky působení soukromých mecenášů kultury.
Nadaci Symposion založili roku 1992 výtvarník Jiří Sozanský, psycholožka Olga Sozanská a historik umění a rektor AVU Jiří T. Kotalík v souvislosti s přípravou projektu Barok a dnešek, který realizovali spolu se Severočeskou galerií výtvarného umění v Litoměřicích v odsvěceném barokním kostele Zvěstování Panny Marie v letech 1992-1993. Slovo „symposión“ je odvozeno z řečtiny a původně doslova označovalo duchaplný a vtipný rozhovor při a po hostině. V českém prostředí je tento pojem ekvivalentem pro konferenci či tvůrčí setkání umělců, v jehož rámci vzniknou konkrétní výtvarná díla a může být vnímán jako synonymum dialogu a sdružování.
Nadace se roku 2003 transformovala na občanské sdružení. Projekty Symposionu otevírají důležitá celospolečenská témata a podporují dialog mezi umělci a intelektuály různých národnostních a náboženských oblastí, kulturních a stylových okruhů (výtvarné artefakty, divadlo, koncerty, publikace, filmové dokumenty). Několika desítek projektů Symposionu se zúčastnili umělci z Evropy, Asie, USA i Afriky. Symposion vydal řadu katalogů a účelových publikací, s jeho podporou byly natočeny dokumentární i výtvarné filmy. Symposion daroval množství výtvarných děl galeriím, muzeím a památníkům (SGVU v Litoměřicích, Památník Terezín, VHÚ a VHM Praha, IKEM, GASK Kutná Hora, Národní galerie Bosny a Hercegoviny v Sarajevu, Památník Vojna). Spolupracuje s řadou institucí - Museum Kampa, SGVU v Litoměřicích, GASK v Kutné hoře, Národní muzeum, Ústav pro studium totalitních režimů, Univerzita Karlova, s nadací Člověk v tísni a Forem 2000, s divadelními soubory Spitfire Company nebo činohrou Národního divadla. 
S Nadací Symposion dlouhodobě spolupracuje mecenáš Pavel Faiereisl, který roku 2006 založil o.p.s. ETELA pomáhající dětem se zdravotním nebo sociálním handicapem a roku 2014 podpořil výstavu 1984 - Rok Orwella v Národní galerii. Spolu se Symposion se podílí na Mezinárodním projektu proti totalitě, festivalu Mene Tekel. V rámci festivalu založil ocenění Fragmenty paměti, které formou stipendia odměňuje osobnosti s nezpochybnitelným mravním kreditem a mimořádným tvůrčím přesahem.
Projekty spolku Symposion jsou finančně zajišťovány formou grantů z ministerstev kultury, školství, mládeže a tělovýchovy, obrany, práce a sociálních věcí ČR, z hlavního města Prahy, Nadace ROS z PHARE Programu rozvoje občanské společnosti, Open Society Fund, Kultur Kontakt z Rakouska, Pro Helvetia ze Švýcarska, Nadace Preciosa a granty ze zastupitelských úřadů zemí, jejichž umělci se projektů zúčastnili. Významnou složku tvoří i dary a sponzorské příspěvky, stejně tak jako dobrovolnická činnost, zajišťující produkci a administraci všech projektů.
Činnost spolku Symposion je dokumentována prostřednictvím osmi dokumentárních filmů, které natočila Česká televize a formou reportáží v pořadech Události, Kultura.cz, ARTMIX, Z metropole atd.

### Podpořené projekty

#### Nadace Symposion
- 1992 Barok a dnešek, Kostel Zvěstování Panny Marie, Litoměřice (Litoměřice)
- 1993 Zločiny proti lidskosti (fotografie z války v Jugoslávii), Památník Terezín
- 1993 fotodokumentace výstavy Barok a dnešek, Karolinum, Praha, Palác UNESCO, Paříž, Palais Pálffy, Vídeň
- 1993 Jiří Sozanský: Téma Bible (1. výstava z cyklu Velké téma), Galerie Litera, Praha
- 1994 Úzkost těla, Památník Terezín
- 1994/1995 Otevřený dialog / Open Dialogue: III. mezinárodní výtvarné sympozium / III. International Art Symposium, Kostel Zvěstování Panny Marie, Litoměřice
- 1994 Z druhého břehu, Vojenské historické muzeum v Praze
- 1994/1995 Sarajevo
- 1995 Kresby dětí z Bosny a Hercegoviny, Vyšehrad, Gorlice, Praha
- 1995 Jiří Sozanský: Forum Populi, Sarajevo, Vyšehrad, Gorlice, Praha
- 1995 Město v obležení, Libeňská synagoga
- 1995 Praha Sarajevu, Národní galerie Bosny a Hercegoviny, Sarajevo
- 1996 Pocta Sarajevu, Sarajevo
- 1996 Proleće 96, Sarajevo, Tuzla, Mostar
- 1996 Svědkové a oběti, Památník Terezín
- 1997 Art in extreme situation, České centrum Brusel
- 1999 Urbicida, Divadlo Archa, Praha
- 2000 Práce s tělem - trojí verze zápasu, Mánes, Praha
- 2001 Jiří Sozanský: Znamení moci, Galerie Hollar, Millennium, PS Parlamentu ČR

#### O.S. a spolek Symposion
- 2003/2004 Jiří Sozanský: Karlín - Zóna A, Praha - Karlín, Praha
- 2003 Jiří Sozanský: Outsiders - Lidé na okraji, Poslanecká sněmovna Parlamentu České republiky, Praha
- 2004 Karlín - Zóna A II, Forum Barcelona, Eurofestation, Maastricht
- 2005 Jiří Sozanský: Z prachu a popele, Staroměstská radnice, Praha
- 2005 Jiří Sozanský: Zóna, Mánes, Praha
- 2005/2006 Jiří Sozanský: Z prachu a popele, Libeňská synagoga, Praha
- 2006 Jiří Sozanský: Monology, Památník Terezín
- 2006 Partnerství (10 let spolupráce s Hl. m. Praha), rezidence primátora, Praha
- 2006 Cloudburst - a Prague catastrophe, Cork, Irsko
- 2006 Sevřeni v branách. Projekt Jiřího Sozanského., Libeňská synagoga, Praha
- 2007 Charbel Ackermann: Wood stage, Galerie Millennium, Praha
- 2007 Deník, La Fabrika
- 2007 O-day: Oslava 15. výročí založení Symposionu, Národní muzeum, Koncert Plastic People of the Universe, České muzeum hudby, Praha
- 2008 Koloseum - Vítězové a poražení, Mánes, Praha
- 2008/2009 Vítězové (pocta Jaroslavu Tomsovi), La Fabrika, Praha
- 2009 Jiří Sozanský: Sutiny, Obecní dům, Praha
- 2009 Památník obětem komunismu, Valdice
- 2010 Jiří Sozanský: Den dvacátý sedmý / Day Twenty Seven, Muzeum policie České republiky, Úřad vlády České republiky, Praha
- 2010 Jiří Sozanský: Den dvacátý sedmý, Prezentace plastik Jiřího Sozanského a komponovaný program na místě procesu s Horákovou a spol., Vrchní soud v Praze, socha Vzestup, lágr Vojna u Příbrami, Pocta Magorovi, Muzeum policie, Praha
- 2010 Jiří Sozanský: Skelety, Museum Kampa
- 2011 Jiří Sozanský: Metropolis, Muzeum hlavního města Prahy, Praha
- 2011 Mene Tekel (reflexe totality v umění a vzdělávání), Karolinum, Praha
- 2012 Ekecheiriá - vzpomínky na Olympii, Muzeum hl. m. Prahy
- 2012 Pocta Olympii, Galerie UFFO, Trutnov
- 2012 Pocta Václavu Havlovi, Rada Evropy, Palác Evropy, Štrasburk, Vojenský historický ústav, Praha
- 2013 Zóna 1981, 1992, 1994, 2013, Severočeská galerie výtvarného umění v Litoměřicích
- 2013 Zóna, Museum Kampa
- 2014 Pocta Janu Palachovi, Museum Kampa
- 2014/2015 Jiří Sozanský: 1984 - Rok Orwella, Veletržní palác, Praha
- 2015 Mezní situace, Galerie středočeského kraje, Kutná Hora
- 2015 Doba ledová, Národní divadlo - Nová scéna, Praha
- 2015/2016 publikace 1969 - rok zlomu, výstava Národní muzeum - nová budova, Praha, Regionální muzeum, Litomyšl
- 2016, 2017 ceny Fragmenty paměti, PSP ČR, Valdštejnský palác
- 2017 Olympia, Klášterní kostel sv. Antonína Paduánského, Sokolov
- 2017 Vinohradské fragmenty, fotografie Alexandra Janovského
- 2018 La casa miedo, Segovia, Španělsko
- 2018 Signum actus / Znamení činu, GASK, Kutná Hora
- 2019 Jan Palach - 50. výročí, FF UK, Václavské nám., Praha
- 2019 Triptych, Karolinum, Praha
- 2019 cena Fragmenty paměti, PSP ČR, Valdštejnský palác
- 2019 Amnézie, Obecní dům, Praha, projekt k 30. výročí Sametové revoluce[11]